# 2018년 FIFA 월드컵 A조

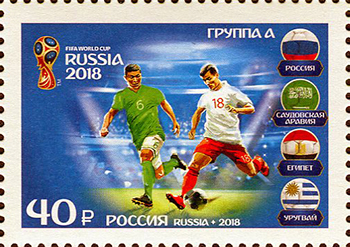
2018년 FIFA 월드컵 조별 리그 A조에 대한 러시아의 2018년 우표.

2018년 FIFA 월드컵 A조는 2018년 6월 14일부터 2018년 6월 25일까지 일정이 진행되었다. A조는 러시아, 사우디아라비아, 이집트, 우루과이로 구성되었다. 4개의 팀들 중 상위 2개의 팀이 16강전에 진출한다.

## 팀
| 시드 배정 | 팀             | 연맹     | 출전 방식                 | 참가 확정 날짜   | 출전 횟수 | 마지막 출전 | 최고 순위                | FIFA 랭킹   | FIFA 랭킹  |
| 시드 배정 | 팀             | 연맹     | 출전 방식                 | 참가 확정 날짜   | 출전 횟수 | 마지막 출전 | 최고 순위                | 2017년 10월 | 2018년 6월 |
| --------- | -------------- | -------- | ------------------------- | ---------------- | --------- | ----------- | ------------------------ | ----------- | ---------- |
| A1        | 러시아         | UEFA     | 개최국                    | 2010년 12월 2일  | 11회      | 2014년      | 4위 (1966년)             | 65위        | 70위       |
| A2        | 사우디아라비아 | AFC      | 아시아 3차 예선 B조 2위   | 2017년 9월 5일   | 1회       | 2006년      | 16강 (1994년)            | 63위        | 67위       |
| A3        | 이집트         | CAF      | 아프리카 3차 예선 E조 1위 | 2017년 10월 8일  | 3회       | 1990년      | 1라운드 (1934년, 1990년) | 30위        | 45위       |
| A4        | 우루과이       | CONMEBOL | 남아메리카 지역 예선 2위  | 2017년 10월 10일 | 13회      | 2014년      | 우승 (1930년, 1950년)    | 17위        | 14위       |

참고
1. ↑  2017년 10월 랭킹은 본선 조편성에 반영되었다.
2. ↑  이번 대회는 러시아가 출전하는 4번째 FIFA 월드컵이다. 그러나, FIFA는 러시아를 소련을 계승한 것으로 간주했다.
3. ↑  러시아는 1994년 대회, 2002년 대회, 2014년 대회 모두 조별 리그를 통과하지 못했었다. 그러나, FIFA는 러시아를 소련을 계승한 것으로 간주했다.

## 순위
| 순위 | 팀             | 경기 | 승 | 무 | 패 | 득 | 실 | 차 | 승점 |
| ---- | -------------- | ---- | -- | -- | -- | -- | -- | -- | ---- |
| 1    | 우루과이       | 3    | 3  | 0  | 0  | 5  | 0  | +5 | 9    |
| 2    | 러시아         | 3    | 2  | 0  | 1  | 8  | 4  | +4 | 6    |
| 3    | 사우디아라비아 | 3    | 1  | 0  | 2  | 2  | 7  | −5 | 3    |
| 4    | 이집트         | 3    | 0  | 0  | 3  | 2  | 6  | −4 | 0    |

출처: FIFA 

(개) 개최국

## 경기
모든 시간대는 러시아 표준시를 따른다.

### 러시아 vs 사우디아라비아

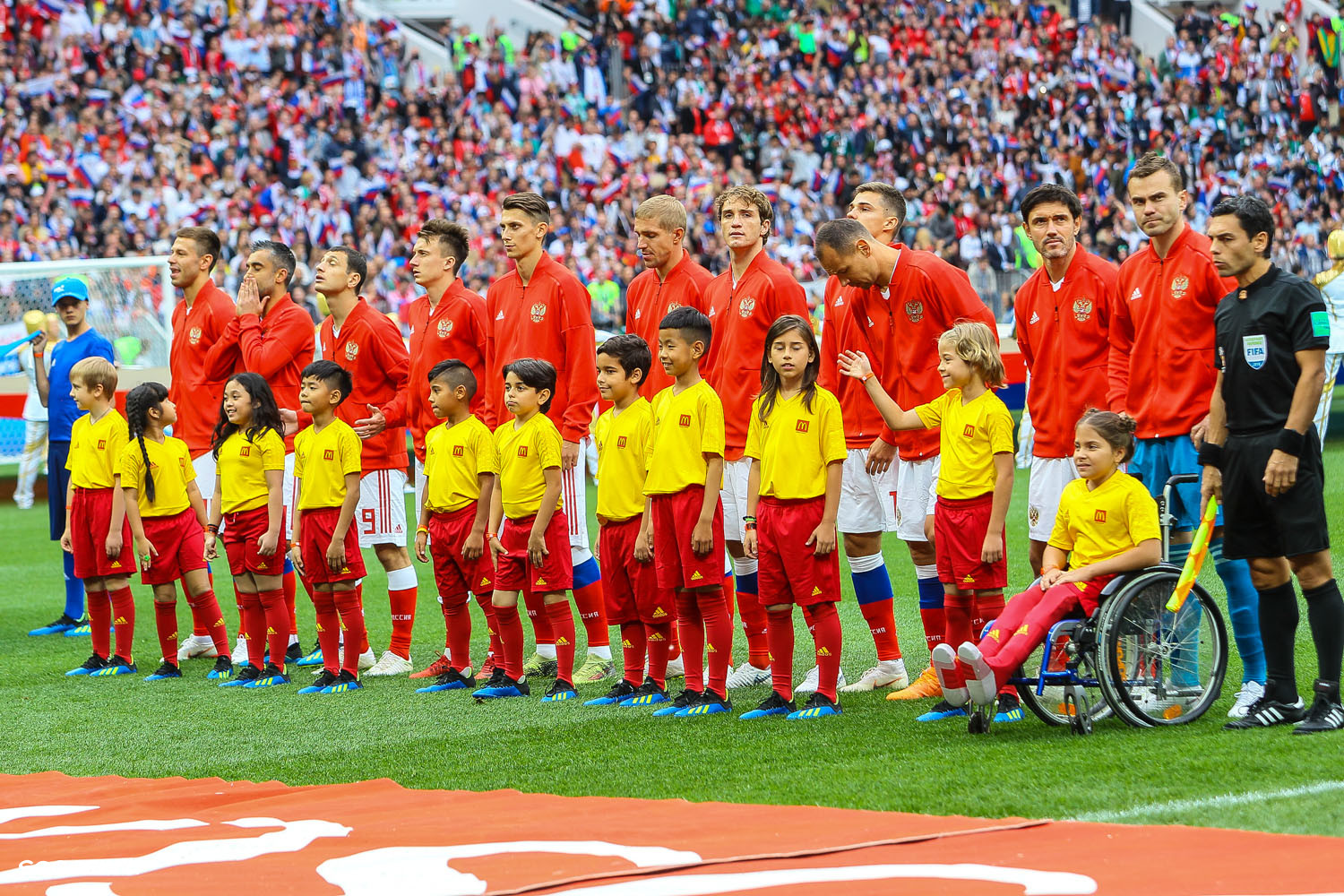
러시아 축구 국가대표팀

두 팀은 1993년에 친선 경기에서 만났는데 사우디아라비아가 4 – 2로 승리하였다.
전반 12분 유리 가진스키가 러시아의 첫 골을 왼쪽 크로스에서 헤딩해 넣은 후 데니스 체리셰프가 몇 차례의 태클을 뚫고 전반전이 끝날 무렵에 골을 터뜨렸다. 템포가 느려지고 재시작 후 분위기가 가라앉으면서 모든 것이 우호적인 경기처럼 느껴진다. 하지만 교체 선수인 아르툠 주바가 오른쪽 코너에서 나오는 정교한 헤딩 슛과 오른쪽 코너에서 나온 정교한 헤딩 슛으로 시즌 초반 표도르 스몰로프를 교체한 지 몇 분 만에 골을 터뜨렸다. 시합이 부상의 시기로 접어들자 체리셰프는 날카로운 왼발로 오른쪽 구석을 치며 홈인이 되었고, 골로빈은 벽을 중심으로 프리킥을 찼다.
알란 자고예프는 24분 만에 허벅지 부상을 입으며 미끄러져 나갔다. 러시아는 간단한 성명을 통해"알란 자고예프가 허벅지 뒤쪽 근육에 손상을 입혔다"라고 밝혔다.
월드컵 사상 처음으로, 두 선수인 가진스키와 체리세프가 개막전에서 A매치 첫골을 넣었다. 러시아(5 – 0)는 1934년 이탈리아와 미국(7 – 1)에 이어 월드컵 개막전에서 개최국의 두 번째로 큰 승리를 기록했다. 러시아의 데니스 체리셰프가 월드컵 개막전에서 골을 넣은 최초의 대체 선수가 되었다. 이 게임에서 세르게이 이그나시에비치는 러시아의 러시아 축구 월드컵에 출전한 최고령 선수가 되었다.
사우디아라비아에게 있어, 이 큰 패배는 2002 FlFA 월드컵에서 독일에 8 – 0로 패한 후, 사우디아라비아가 2018 FlFA 월드컵 경기에서 두 번째로 큰 패배였다는 것을 의미한다. 사우디아라비아는 월드컵에서 아시아에서 가장 큰 패배를 기록하고 있다.
| 러시아                                                       | 5 – 0  | 사우디아라비아 |
| ------------------------------------------------------------ | ------ | -------------- |
| 가진스키 12′ · 체리셰프 43′, 90+1′ · 주바 71′ · 골로빈 90+5′ | 리포트 |                |

| 러시아 | 사우디아라비아 |

| GK                      | 1  | 이고리 아킨페예프 (주장) |     |     |
| RB                      | 2  | 마리우 페르난지스        |     |     |
| CB                      | 3  | 일리야 쿠테포프          |     |     |
| CB                      | 4  | 세르게이 이그나셰비치    |     |     |
| LB                      | 18 | 유리 지르코프            |     |     |
| CM                      | 8  | 유리 가진스키            |     |     |
| CM                      | 11 | 로만 조브닌              |     |     |
| RW                      | 19 | 알렉산드르 사메도프      |     | 64′ |
| AM                      | 9  | 알란 자고예프            |     | 24′ |
| LW                      | 17 | 알렉산드르 골로빈        | 88′ |     |
| CF                      | 10 | 표도르 스몰로프          |     | 70′ |
| 교체 선수:              |    |                          |     |     |
| MF                      | 6  | 데니스 체리셰프          |     | 24′ |
| MF                      | 7  | 달레르 쿠자예프          |     | 64′ |
| FW                      | 22 | 아르툠 주바              |     | 70′ |
| 감독:                   |    |                          |     |     |
| 스타니슬라프 체르체소프 |    |                          |     |     |

| GK                 | 1  | 압둘라 알마유프        |       |     |
| RB                 | 6  | 모함메드 알브레이크    |       |     |
| CB                 | 3  | 오사마 하우사위 (주장) |       |     |
| CB                 | 5  | 오마르 하우사위        |       |     |
| LB                 | 13 | 야세르 알샤흐라니      |       |     |
| DM                 | 7  | 살만 알파라지          |       |     |
| CM                 | 14 | 압둘라 오타이프        |       | 64′ |
| CM                 | 17 | 타이시르 알자심        | 90+3′ |     |
| RW                 | 18 | 살렘 알다우사리        |       |     |
| LW                 | 8  | 야흐야 알셰흐리        |       | 72′ |
| CF                 | 10 | 모하메드 알살라위      |       | 85′ |
| 교체 선수:         |    |                        |       |     |
| FW                 | 19 | 파하드 알무왈라드      |       | 64′ |
| MF                 | 9  | 하탄 바헤브리          |       | 72′ |
| FW                 | 20 | 무한나드 아시리        |       | 85′ |
| 감독:              |    |                        |       |     |
| 후안 안토니오 피시 |    |                        |       |     |

| 최우수 선수: 데니스 체리셰프 (러시아) 부심: 에르난 마이다나 (아르헨티나) 후안 파블로 벨라티 (아르헨티나) 대기심: 산드루 히시 (브라질) 후보 대기심: 이메르송 지 카르발류 (브라질) 비디오 판독심: 마시밀리아노 이라티 (이탈리아) 보조 비디오 판독심: 마우로 비글리아노 (아르헨티나) 카를로스 아스트로사 (칠레) 다니엘레 오르사토 (이탈리아) |

### 이집트 vs 우루과이

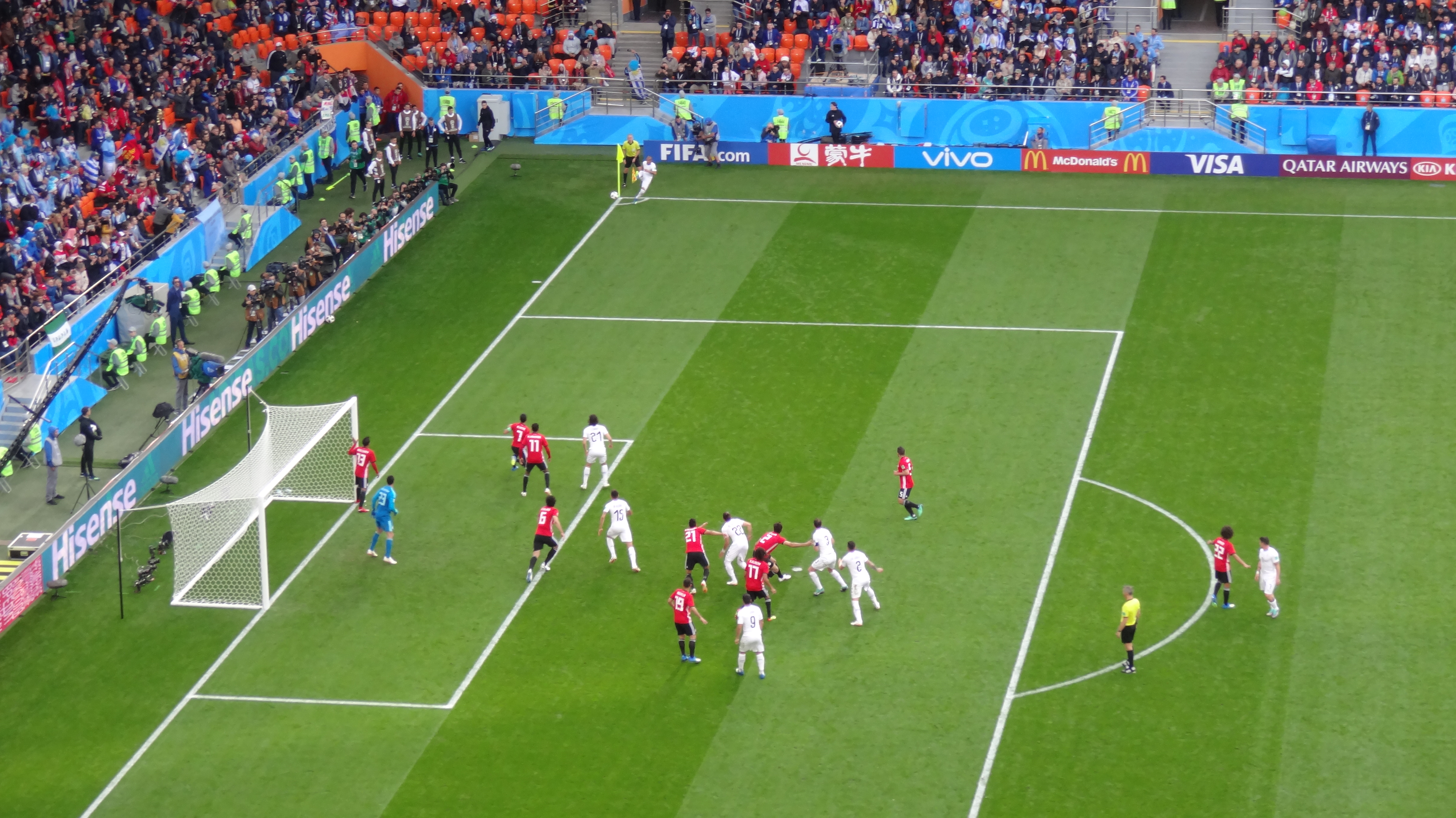
카를로스 산체스의 코너킥

두팀은 2006년 우루과이와의 친선 경기에 단 1번 만났다.
이집트는 마지막까지 득점 없는 골을 유지하기 위해 적절하게 위험에 대처하고 반격을 위협하며, 깊은 수비 라인으로 우루과이를 좌절시켰다. 루이스 수아레스는 점점 더 많은 손실을 보았지만, 몇번의 기회를 만들어 내는 데는 뛰어난 성과를 거두지 못 했다. 그가 단지 골키퍼를 쳤을 때, 그는 너무 길게 잠수해서 모하메드 엘셰나위가 그의 발에 공을 막도록 허락했다. 3분이 남아 있는 상태에서, 에딘손 카바니는 그 지역의 가장자리에 있는 프리킥으로 그의 공격 파트너 위에 지위를 끌어 당겼다. 이전에 멋진 발리 슛으로 엘셰나위를 최대한 발휘했던 카바니는 의심할 여지 없이 그 지점까지 경기가 진행되는 가장 좋은 순간에 포스트가 흔들리도록 내버려 두었다. 호세 히메네스가 카를로스 산체스의 프리 킥을 만나 89분 강력하게 골을 넣어 남미의 러시아 승리를 이끌었다.
우루과이가 이스라엘을 2 – 0으로 물리친 1970년 이후 처음으로 월드컵 개막전에서 우승했다.
| 이집트 | 0 – 1  | 우루과이     |
| ------ | ------ | ------------ |
|        | 리포트 | 히메네스 89′ |

| 이집트 | 우루과이 |

| GK            | 23 | 모하메드 엘셰나위    |       |     |
| RB            | 7  | 아흐메드 파티 (주장) |       |     |
| CB            | 2  | 알리 가브르          |       |     |
| CB            | 6  | 아흐메드 헤가지      | 90+6′ |     |
| LB            | 13 | 무함마드 압델샤피    |       |     |
| CM            | 8  | 타레크 하메드        |       | 50′ |
| CM            | 17 | 무함마드 엘네니      |       |     |
| RW            | 22 | 아므르 와르다        |       | 82′ |
| AM            | 19 | 압달라흐 사이드      |       |     |
| LW            | 21 | 마흐무드 하산        |       |     |
| CF            | 9  | 마르완 모흐센        |       | 63′ |
| 교체 선수:    |    |                      |       |     |
| MF            | 5  | 샘 모시              | 90+4′ | 50′ |
| FW            | 11 | 카흐라바             |       | 63′ |
| FW            | 14 | 라마단 소비          |       | 82′ |
| 감독:         |    |                      |       |     |
| 엑토르 쿠페르 |    |                      |       |     |

| GK                | 1  | 페르난도 무슬레라          |  |     |
| RB                | 4  | 기예르모 바렐라            |  |     |
| CB                | 2  | 호세 히메네스              |  |     |
| CB                | 3  | 디에고 고딘 (주장)         |  |     |
| LB                | 22 | 마르틴 카세레스            |  |     |
| RM                | 8  | 나이탄 난데스              |  | 58′ |
| CM                | 15 | 마티아스 베시노            |  | 87′ |
| CM                | 6  | 로드리고 벤탕쿠르          |  |     |
| LM                | 10 | 히오르히안 데 아라스카에타 |  | 59′ |
| CF                | 9  | 루이스 수아레스            |  |     |
| CF                | 21 | 에딘손 카바니              |  |     |
| 교체 선수:        |    |                            |  |     |
| MF                | 5  | 카를로스 산체스            |  | 58′ |
| MF                | 7  | 크리스티안 로드리게스      |  | 59′ |
| MF                | 14 | 루카스 토레이라            |  | 87′ |
| 감독:             |    |                            |  |     |
| 오스카르 타바레스 |    |                            |  |     |

| 최우수 선수: 모하메드 엘셰나위 (이집트) 부심: 산더르 판 루컬 (네덜란드) 에르빈 제인스트라 (네덜란드) 대기심: 밀로라드 마지치 (세르비아) 후보 대기심: 밀로반 리스티치 (세르비아) 비디오 판독심: 다니 마켈리 (네덜란드) 보조 비디오 판독심: 파베우 길 (폴란드) 시릴 그랭고르 (프랑스) 클레망 튀르팽 (프랑스) |

### 러시아 vs 이집트
두팀은 1번도 만난 적이 없다.

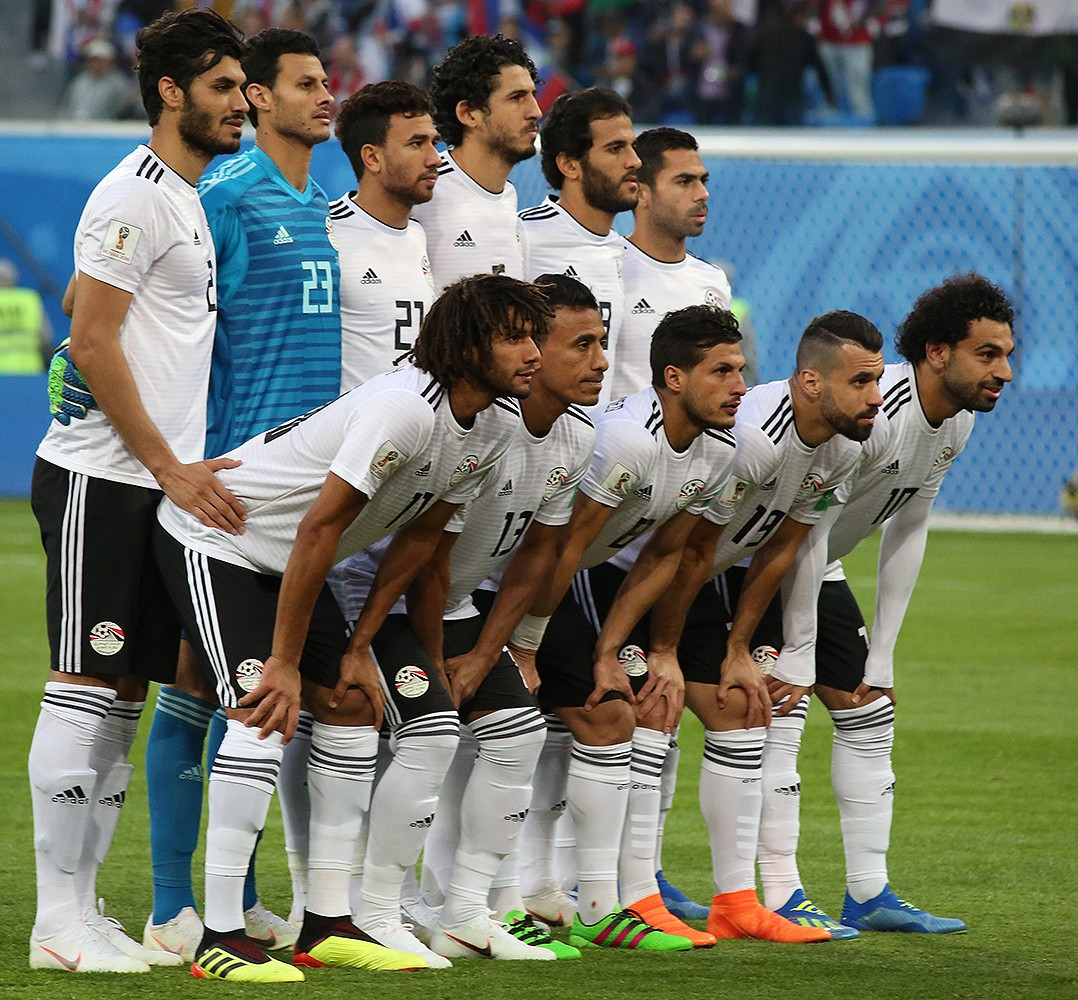
이집트 축구 국가대표팀

세르게이 이그나셰비치는 모하메드 엘셰나위를 헤딩하여 알렉산드르 골로빈이 빗나가게 쏘아 죽였다. 마흐무드 하산는 그리고 나서 박스의 가장자리로부터 단지 넓게 구부러졌다. 러시아는 엘셰나위의 펀치에 의해 로만 조브닌에서 빗나간 최초의 후속 사격을 발견했으며, 그들의 첫번째 후속 사진은 아르툠 주바가 그의 의견에 위배되지 않았다는 것을 VAR이 확인하면서 아흐메드 파티에서 돌렸다.
마리우 페르난지스는 곧 그 상자로 차를 몰아 넣었고, 그 후 데니스 체리셰프에게 왼쪽 발로 러시아의 두번째 골을 넣을 수 있는 권리를 돌려주었다. 주바가 공을 상자 속으로 집어 넣으며 3 – 0으로 진행되고 있었고, 살짝 만져 보고 낮은 슛으로 알리 가브르를 지나 엘셰나위를 지나쳐 골을 만들었다. 살라는 골로빈에 의해 반칙을 당한 후에 페널티를 받았다. 하지만 비디오 보조 심판이 처음에 심판이 범죄가 해당 지역 밖에서 일어났다고 말했을 때만 그것이 주어졌다. 살라는 즉석에서 골을 넣어 월드컵에서 득점한 세번째 이집트 선수가 되었다.
러시아가 월드컵 개막전에서 2승을 거둔 것은 1966년(옛 소련)이후 처음이다. 우루과이가 사우디아라비아에게 1 – 0으로 승리 하여 러시아도 구소련 붕괴 이후 처음으로 16강 진출 티켓 얻었다.
| 러시아                                      | 3 – 1  | 이집트              |
| ------------------------------------------- | ------ | ------------------- |
| 파티 47′ (자책골) · 체리셰프 59′ · 주바 62′ | 리포트 | 살라 73′ (페널티골) |

| 러시아 | 이집트 |

| GK                      | 1  | 이고리 아킨페예프 (주장) |     |     |
| RB                      | 2  | 마리우 페르난지스        |     |     |
| CB                      | 3  | 일리야 쿠테포프          |     |     |
| CB                      | 4  | 세르게이 이그나셰비치    |     |     |
| LB                      | 18 | 유리 지르코프            |     | 86′ |
| CM                      | 11 | 로만 조브닌              |     |     |
| CM                      | 8  | 유리 가진스키            |     |     |
| RW                      | 19 | 알렉산드르 사메도프      |     |     |
| AM                      | 17 | 알렉산드르 골로빈        |     |     |
| LW                      | 6  | 데니스 체리셰프          |     | 74′ |
| CF                      | 22 | 아르툠 주바              |     | 79′ |
| 교체 선수:              |    |                          |     |     |
| MF                      | 7  | 달레르 쿠자예프          |     | 74′ |
| FW                      | 10 | 표도르 스몰로프          | 84′ | 79′ |
| DF                      | 13 | 표도르 쿠드랴쇼프        |     | 86′ |
| 감독:                   |    |                          |     |     |
| 스타니슬라프 체르체소프 |    |                          |     |     |

| GK            | 23 | 모하메드 엘셰나위    |     |     |
| RB            | 7  | 아흐메드 파티 (주장) |     |     |
| CB            | 2  | 알리 가브르          |     |     |
| CB            | 6  | 아흐메드 헤가지      |     |     |
| LB            | 13 | 무함마드 압델샤피    |     |     |
| CM            | 8  | 타레크 하메드        |     |     |
| CM            | 17 | 무함마드 엘네니      |     | 64′ |
| RW            | 10 | 모하메드 살라        |     |     |
| AM            | 19 | 압달라흐 사이드      |     |     |
| LW            | 21 | 마흐무드 하산        | 57′ | 68′ |
| CF            | 9  | 마르완 모흐센        |     | 82′ |
| 교체 선수:    |    |                      |     |     |
| FW            | 22 | 아므르 와르다        |     | 64′ |
| FW            | 14 | 라마단 소비          |     | 68′ |
| FW            | 11 | 카흐라바             |     | 82′ |
| 감독:         |    |                      |     |     |
| 엑토르 쿠페르 |    |                      |     |     |

| 최우수 선수: 데니스 체리셰프 (러시아) 부심: 에두아르도 카르도소 (파라과이) 후안 소리야 (파라과이) 대기심: 쥐네이트 차크르 (튀르키예) 후보 대기심: 바하틴 두란 (튀르키예) 비디오 판독심: 마시밀리아노 이라티 (이탈리아) 보조 비디오 판독심: 마우로 비글리아노 (아르헨티나) 카를로스 아스트로사 (칠레) 시몬 마르치니아크 (폴란드) |

### 우루과이 vs 사우디아라비아

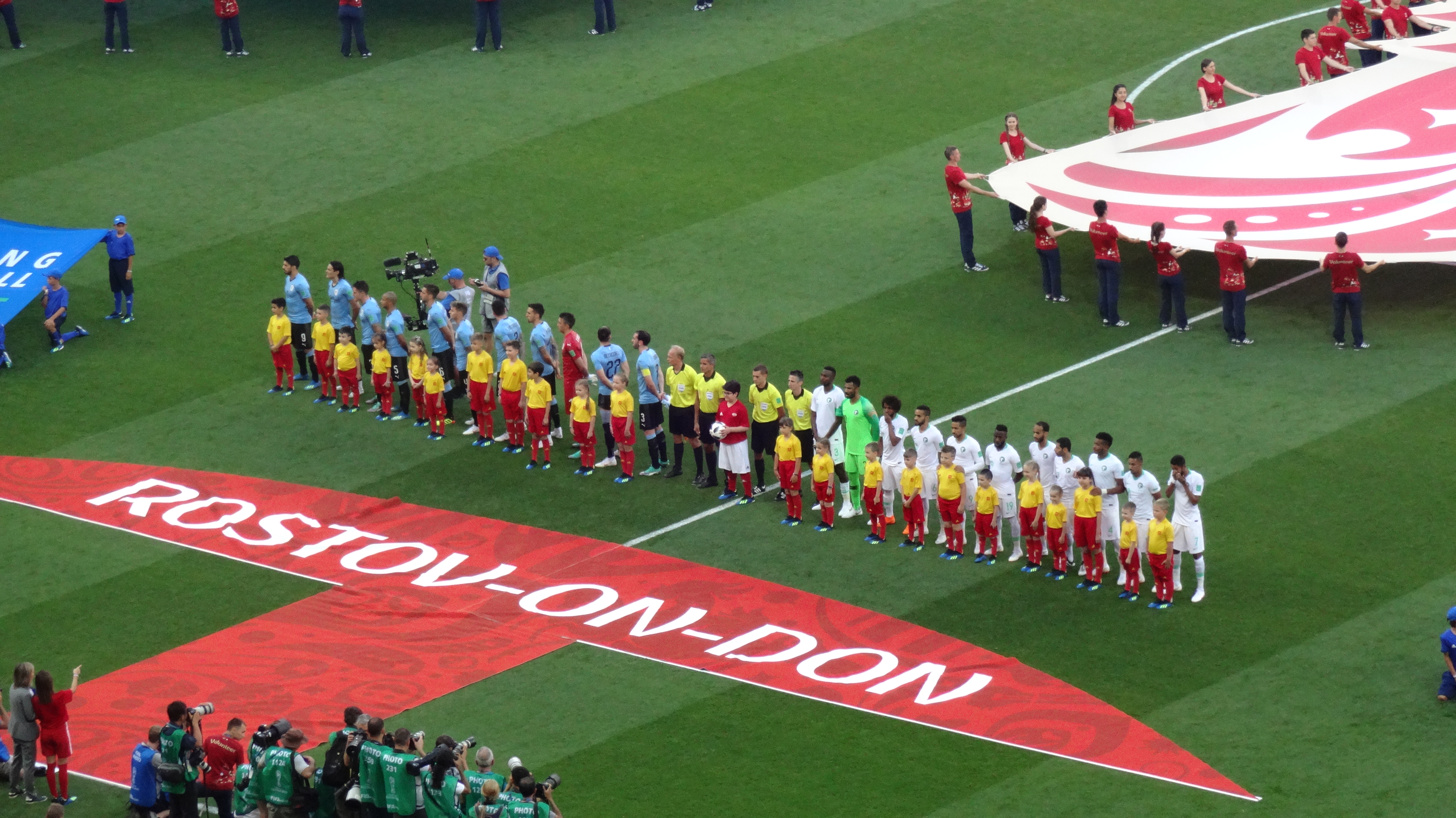
우루과이 - 사우디아라비아

두팀은 2경기에서 맞붙었다. 가장 최근 경기는 2014년에 사우디아라비아의 홈경기에서 1 – 1 무승부로 끝났다.
모하메드 알오와이스는 좌익 카를로스 산체스의 코너를 놓쳐 루이스 수아레스가 왼쪽 발을 사용해 무방비 상태로 골 망을 끝낼 수 있도록 하였다. 페르난도 무슬레라는 하탄 바헤브리에서 온 장거리 자동차 위에서 넘어져야 했는데, 그는 그 때 상자 안에서 기회를 놓쳤다. 경기의 평평한 느낌은 양측이 로스토프 아레나에서 뜨거운 상태에서 속도를 내기 위해 애를 쓰는 가운데 간격을 두고 계속되었다. 마르틴 카세레스는 산체스식 배달을 받아 68분 만에 그곳으로 향했다. 사우디아라비아는 마지막 경기에서 많은 공을 넣었지만 골을 넣지 못 했다. 이 결과는 러시아와 우루과이가 16강에 진출하고 이집트와 사우디아라비아가 조별 리그에서 탈락하는 것을 확실히 했다.
우루과이가 월드컵 4경기에서 모두 이겼다.  수아레스는 그의 나라를 위해 100번 출전한 6번째 선수가 되었다.  그는 또한 세번의 월드컵에서 득점을 한 첫번째 우루과이 선수가 되었다. 우루과이의 승리는 또한 러시아가 이전에 이집트에게 3 – 1로 이겼기 때문에 소비에트 연방의 몰락 이후 처음으로 자격을 얻는데 도움을 주었다.
| 우루과이     | 1 – 0  | 사우디아라비아 |
| ------------ | ------ | -------------- |
| 수아레스 23′ | 리포트 |                |

| 우루과이 | 사우디아라비아 |

| GK                | 1  | 페르난도 무슬레라     |  |     |
| RB                | 4  | 기예르모 바렐라       |  |     |
| CB                | 2  | 호세 히메네스         |  |     |
| CB                | 3  | 디에고 고딘 (주장)    |  |     |
| LB                | 22 | 마르틴 카세레스       |  |     |
| RM                | 5  | 카를로스 산체스       |  | 82′ |
| CM                | 15 | 마티아스 베시노       |  | 59′ |
| CM                | 6  | 로드리고 벤탕쿠르     |  |     |
| LM                | 7  | 크리스티안 로드리게스 |  | 59′ |
| CF                | 9  | 루이스 수아레스       |  |     |
| CF                | 21 | 에딘손 카바니         |  |     |
| 교체 선수:        |    |                       |  |     |
| MF                | 17 | 디에고 락살트         |  | 59′ |
| MF                | 14 | 루카스 토레이라       |  | 59′ |
| MF                | 8  | 나이탄 난데스         |  | 82′ |
| 감독:             |    |                       |  |     |
| 오스카르 타바레스 |    |                       |  |     |

| GK                 | 22 | 모하메드 알오와이스    |  |     |
| RB                 | 6  | 모함메드 알브레이크    |  |     |
| CB                 | 3  | 오사마 하우사위 (주장) |  |     |
| CB                 | 4  | 알리 알불라이히        |  |     |
| LB                 | 13 | 야세르 알샤흐라니      |  |     |
| DM                 | 14 | 압둘라 오타이프        |  |     |
| CM                 | 7  | 살만 알파라지          |  |     |
| CM                 | 17 | 타이시르 알자심        |  | 44′ |
| RW                 | 9  | 하탄 바헤브리          |  | 75′ |
| LW                 | 18 | 살렘 알다우사리        |  |     |
| CF                 | 19 | 파하드 알무왈라드      |  | 78′ |
| 교체 선수:         |    |                        |  |     |
| MF                 | 16 | 후세인 알모카위        |  | 44′ |
| MF                 | 12 | 모하메드 칸노          |  | 75′ |
| FW                 | 10 | 모하메드 알살라위      |  | 78′ |
| 감독:              |    |                        |  |     |
| 후안 안토니오 피시 |    |                        |  |     |

| 최우수 선수: 루이스 수아레스 (우르과이) 부심: 니콜라 다노 (프랑스) 시릴 그랭고르 (프랑스) 대기심: 혼 피티 (파나마) 후보 대기심: 가브리엘 빅토리아 (파나마) 비디오 판독심: 시몬 마르치니아크 (폴란드) 보조 비디오 판독심: 파베우 길 (폴란드) 파베우 소콜니츠키 (폴란드) 다니엘레 오르사토 (이탈리아) |

### 우루과이 vs 러시아

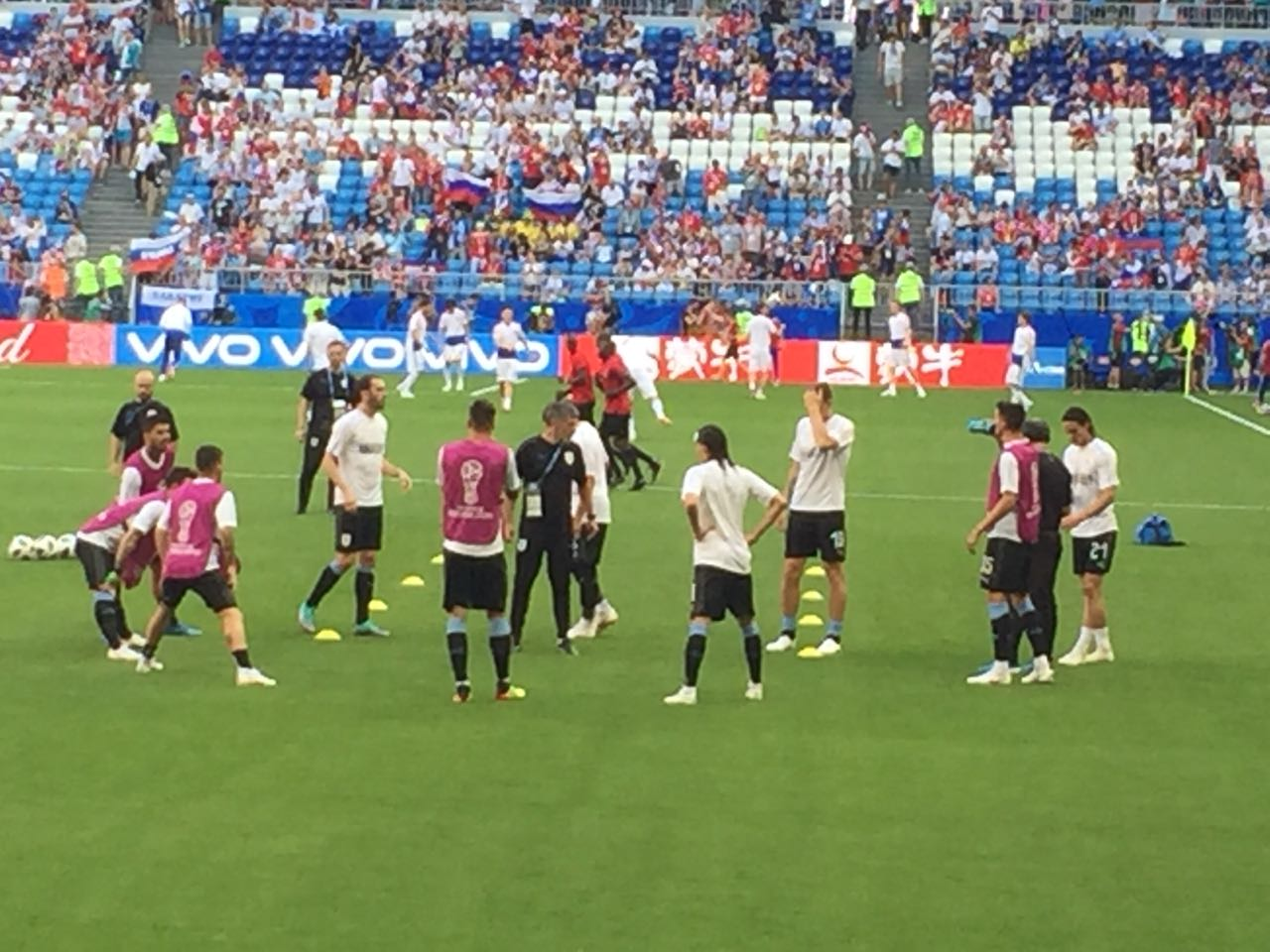
우루과이팀

두팀은 이전에 열린 2012년 친선 경기에서 1 – 1로 비겼다.  소련 축구 국가대표팀으로 뛰면서, 두 팀은 1962년 FIFA 월드컵 조별 리그에 소련이 2 – 1로 승리하였고, 1970년 FIFA 월드컵 8강전에서 만나서 우루과이가 1 – 0, 우루과이와 7번이나 맞섰다.
루이스 수아레스는 유리 가진스키가 로드리고 벤탕쿠르에게 파울을 범한 후 바닥 오른쪽 구석으로 낮은 프리 킥을 날렸다.데니스 체리셰프가 페르난도 무슬레라에서 바로 하프 발리를 쳤다. 하지만 그의 터치가 디에고 락살트의 이고리 아킨페예프를 제치고 첫 골을 성공시켜 23분 만에 네트를 발견했다. 마티아스 베시노에게 파울을 기록한 지 8분 만에, 이고리 스몰니코프가 에딘손 카바니에 합류한 후 36분 만에 두번째 예약을 했다. 비록 아르툠 주바가 그의 근거리 노력을 넓게 보냈지만 무슬레라의 패스는 러시아가 반격할 수 있도록 해 주었다. 정규 경기 마지막 순간에, 카바니가 디에고 고딘의 헤딩을 아킨페예프가 막은 후에 리바운드를 성공시켰다.
1982년 스페인에 이어유럽으로서는 처음으로 개최국 1위에 못 오른 러시아가 남아프리카 공화국(2010년)과 어깨를 나란히 하면서 개최국으로서 가장 큰 패배를 겪고 있다. 2-3-0으로 이겼다. 우루과이는 1998년 아르헨티나(7골 무실점)이후 조별 리그 3경기(5골)를 모두 이긴 첫 팀이다. 스몰니코프는 1998년 결승전에서 마르셀 드사이가 브라질을 상대로 한 프랑스의 월드컵 개최국으로 퇴장당한 최초의 외야수이다. 카바니가 우루과이에서 열린 세 차례의 월드컵 경기에서 골을 넣은 것은 루이스 수아레스에 이어두번째다. 무슬레라는 월드컵에서 라디슬라오 마주르키에비치를 제치고 우루과이의 역대 최고 선수가 되었다.
| 우루과이                                          | 3 – 0  | 러시아 |
| ------------------------------------------------- | ------ | ------ |
| 수아레스 10′ · 체리셰프 23′ (자책골) · 카바니 90′ | 리포트 |        |

| 우루과이 | 러시아 |

| GK                | 1  | 페르난도 무슬레라          |     |       |
| CB                | 19 | 세바스티안 코아테스        |     |       |
| CB                | 3  | 디에고 고딘 (주장)         |     |       |
| CB                | 22 | 마르틴 카세레스            |     |       |
| DM                | 14 | 루카스 토레이라            |     |       |
| CM                | 15 | 마티아스 베시노            |     |       |
| CM                | 6  | 로드리고 벤탕쿠르          | 59′ | 63′   |
| RW                | 8  | 나이탄 난데스              |     | 73′   |
| LW                | 17 | 디에고 락살트              |     |       |
| CF                | 9  | 루이스 수아레스            |     |       |
| CF                | 21 | 에딘손 카바니              |     | 90+3′ |
| 교체 선수:        |    |                            |     |       |
| MF                | 10 | 히오르히안 데 아라스카에타 |     | 63′   |
| MF                | 7  | 크리스티안 로드리게스      |     | 73′   |
| FW                | 18 | 막시 고메스                |     | 90+3′ |
| 감독:             |    |                            |     |       |
| 오스카르 타바레스 |    |                            |     |       |

| GK                      | 1  | 이고리 아킨페예프 (주장) |         |     |
| RB                      | 23 | 이고르 스몰니코프        | 27′ 36′ |     |
| CB                      | 3  | 일리야 쿠테포프          |         |     |
| CB                      | 4  | 세르게이 이그나셰비치    |         |     |
| LB                      | 13 | 표도르 쿠드랴쇼프        |         |     |
| CM                      | 11 | 로만 조브닌              |         |     |
| CM                      | 8  | 유리 가진스키            | 9′      | 46′ |
| RW                      | 19 | 알렉산드르 사메도프      |         |     |
| AM                      | 15 | 알렉세이 미란추크        |         | 60′ |
| LW                      | 6  | 데니스 체리셰프          |         | 38′ |
| CF                      | 22 | 아르툠 주바              |         |     |
| 교체 선수:              |    |                          |         |     |
| DF                      | 2  | 마리우 페르난지스        |         | 38′ |
| MF                      | 7  | 달레르 쿠자예프          |         | 46′ |
| FW                      | 10 | 표도르 스몰로프          |         | 60′ |
| 감독:                   |    |                          |         |     |
| 스타니슬라프 체르체소프 |    |                          |         |     |

| 최우수 선수: 루이스 수아레스 (우루과이) 부심: 지브릴 카마라 (세네갈) 엘하지 말리크 삼바 (세네갈) 대기심: 밤락 테세마 웨예사 (에티오피아) 후보 대기심: 하산 알마흐리 (아랍에미리트) 비디오 판독심: 클레망 튀르팽 (프랑스) 보조 비디오 판독심: 파베우 길 (폴란드) 시릴 그랭고르 (프랑스) 다니엘레 오르사토 (이탈리아) |

### 사우디아라비아 vs 이집트

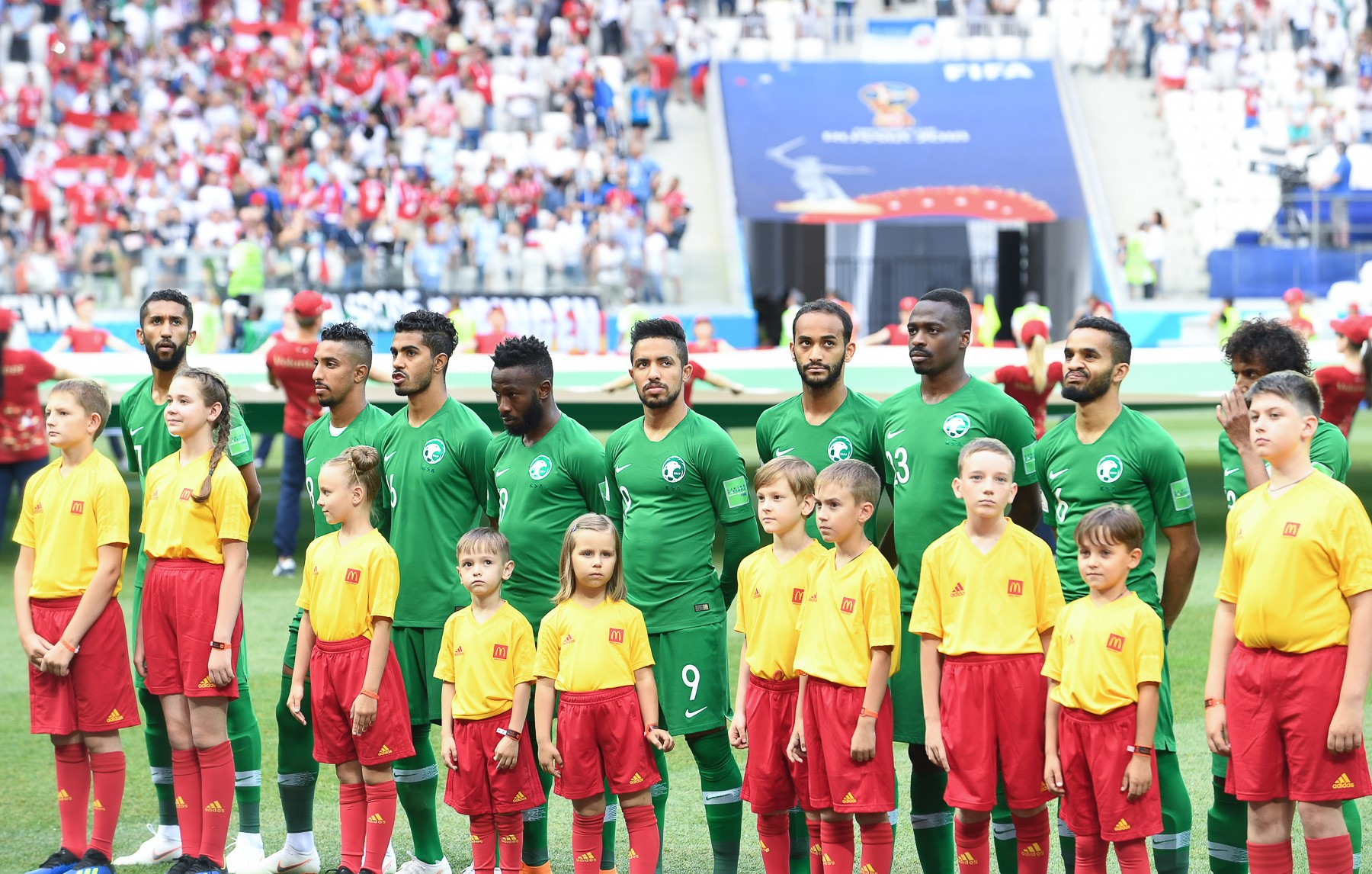
사우디아라비아

두팀은 이전의 6경기에서 만났는데, 가장 최근의 것은 2007년 팬아랍 게임이고, 이집트가 2 – 1로 이겼다.
모하메드 살라는 압달라흐 사이드의 긴 공을 빠르게 잡고 22분 만에 두번째 터치로 돌진하는 야세르 알모사일렘에게 능숙한 휴식처를 보냈다. 살라는 사우디아라비아의 오프사이드 트랩을 깨고 오른쪽 기둥에서 크게 골을 넣었다. 간격 5분 전에 아흐메드 파티는 그 지역 안에서 야세르 알샤흐라니의 십자가를 의도적으로 다룬 것으로 판단되었다. 에삼 엘하다리는 파하드 알무왈라드를 부인하기 위한 저축을 만들었지만, 알리 가브르의 알무알라드 유니폼을 잡아당기는 것에 대한 두번째 페널티킥이 주어졌을 때 그의 축하는 짧았다. 살만 알파라지가 이번에는 골키퍼를 제치고 측면 공격수로 나섰다. 이집트의 대체 선수인 카흐라바는 후반에 알모사일렘에 바로 발포했다. 살렘 알다우사리는 마지막 단계에서 엘하다리를 상대로 오른쪽 발을 쏜 발리 슛을 끝냈다.
이번 경기는 이집트가 월드컵에서 7번째로 앞선 첫 경기였다.  50분 36초 만에 득점한 알파라지의 사우디아라비아 페널티킥은 1966년 이후 월드컵 전반전에 기록된 가장 최근의 골이었다. 엘하다리는 월드컵 역사상 가장 오래된 선수로, 콜롬비아의 파리드 몬드라곤이 2014년 (43세 3월) 기록을 세웠다. 살라는 월드컵에 처음으로 두번 출전해 득점을 올린 최초의 아프리카 선수가 되었다. 압둘라 오타이프는 이 경기에서 110번의 패스를 마쳤는데 1966년 이후 월드컵 경기에서 아시아 선수로는 가장 많았다. 사우디아라비아는 1994년 모로코를 2 – 1로 이기고 2006년 튀니지에 2 – 2로 비겨 월드컵에서 아랍 라이벌들과 맞붙을 때 무패를 기록했다. 1994년 이후 사우디아라비아의 월드컵 첫 승리이었다.
| 사우디아라비아                               | 2 – 1  | 이집트   |
| -------------------------------------------- | ------ | -------- |
| 알파라지 45+6′ (페널티골) · 알다우사리 90+5′ | 리포트 | 살라 22′ |

| 사우디아라비아 | 이집트 |

| GK                 | 21 | 야세르 알모사일렘      |  |     |
| RB                 | 6  | 모함메드 알브레이크    |  |     |
| CB                 | 3  | 오사마 하우사위 (주장) |  |     |
| CB                 | 23 | 모타즈 하우사위        |  |     |
| LB                 | 13 | 야세르 알샤흐라니      |  |     |
| DM                 | 14 | 압둘라 오타이프        |  |     |
| CM                 | 7  | 살만 알파라지          |  |     |
| CM                 | 16 | 후세인 알모카위        |  |     |
| RW                 | 9  | 하탄 바헤브리          |  | 65′ |
| LW                 | 18 | 살렘 알다우사리        |  |     |
| CF                 | 19 | 파하드 알무왈라드      |  | 79′ |
| 교체 선수:         |    |                        |  |     |
| FW                 | 20 | 무한나드 아시리        |  | 65′ |
| MF                 | 8  | 야흐야 알셰흐리        |  | 79′ |
| 감독:              |    |                        |  |     |
| 후안 안토니오 피시 |    |                        |  |     |

| GK            | 1  | 에삼 엘하다리 (주장) |       |       |
| RB            | 7  | 아흐메드 파티        | 86′   |       |
| CB            | 2  | 알리 가브르          | 45+5′ |       |
| CB            | 6  | 아흐메드 헤가지      |       |       |
| LB            | 13 | 무함마드 압델샤피    |       |       |
| CM            | 17 | 무함마드 엘네니      |       |       |
| CM            | 8  | 타레크 하메드        |       |       |
| RW            | 10 | 모하메드 살라        |       |       |
| AM            | 19 | 압달라흐 사이드      |       | 45+7′ |
| LW            | 21 | 마흐무드 하산        |       | 81′   |
| CF            | 9  | 마르완 모흐센        |       | 64′   |
| 교체 선수:    |    |                      |       |       |
| FW            | 22 | 아므르 와르다        |       | 45+7′ |
| FW            | 14 | 라마단 소비          |       | 64′   |
| FW            | 11 | 카흐라바             |       | 81′   |
| 감독:         |    |                      |       |       |
| 엑토르 쿠페르 |    |                      |       |       |

| 최우수 선수: 무함마드 살라흐 (이집트) 부심: 알렉산데르 구스만 (콜롬비아) 크리스티안 델라크루스 (콜롬비아) 대기심: 리카르도 몬테로 (코스타리카) 후보 대기심: 야마우치 히로시 (일본) 비디오 판독심: 아르투르 소아르스 디아스 (포르투갈) 보조 비디오 판독심: 티아구 마르팅스 (포르투갈) 카를로스 아스트로사 (칠레) 위우통 삼파이우 (브라질) |

## 경고 기록
페어플레이 점수는 양팀의 승점, 골득실차, 득점이 동률을 이룰 때 적용되며, 경고와 퇴장 기록을 기준으로 다음과 같이 계산한다.
- 첫번째 경고: 1점 감점;
- 경고 누적으로 인한 퇴장: 3점 감점;
- 즉각 퇴장: 4점 감점;
- 경고 후 즉각 퇴장: 5점 감점;

| 팀             | 1번 경기    | 1번 경기                      | 1번 경기 | 1번 경기               | 2번 경기    | 2번 경기                      | 2번 경기 | 2번 경기               | 3번 경기    | 3번 경기                      | 3번 경기 | 3번 경기               | 합계 |
| 팀             | Yellow card | Yellow card · Yellow-red card | Red card | Yellow card · Red card | Yellow card | Yellow card · Yellow-red card | Red card | Yellow card · Red card | Yellow card | Yellow card · Yellow-red card | Red card | Yellow card · Red card | 합계 |
| -------------- | ----------- | ----------------------------- | -------- | ---------------------- | ----------- | ----------------------------- | -------- | ---------------------- | ----------- | ----------------------------- | -------- | ---------------------- | ---- |
| 우루과이       | 0           | 0                             | 0        | 0                      | 0           | 0                             | 0        | 0                      | 1           | 0                             | 0        | 0                      | −1   |
| 사우디아라비아 | 1           | 0                             | 0        | 0                      | 0           | 0                             | 0        | 0                      | 0           | 0                             | 0        | 0                      | −1   |
| 이집트         | 2           | 0                             | 0        | 0                      | 1           | 0                             | 0        | 0                      | 2           | 0                             | 0        | 0                      | −5   |
| 러시아         | 1           | 0                             | 0        | 0                      | 1           | 0                             | 0        | 0                      | 1           | 1                             | 0        | 0                      | −6   |

## 같이 보기
- 우루과이의 FIFA 월드컵 성적